# Kotowina
Kotowina – wieś w Polsce położona w województwie podlaskim, w powiecie suwalskim, w gminie Bakałarzewo.
| SIMC    | Nazwa  | Rodzaj    |
| ------- | ------ | --------- |
| 1012927 | Mazury | część wsi |
| 1012985 | Ruda   | część wsi |

Wieś istniała już w XVI w., będąc składową dóbr douspudzkich (bakałarzewskich). Najstarsza wzmianka dotycząca miejscowości pochodzi z 1607 r.
W 1609 roku Kotowina została przekazana na własność parafii bakałarzewskiej. Wieś nie była bogata, w 1804 roku proboszcz bakałarzewski ks. Jakub Żyźnowski stwierdza: "grunt tej wioski jest podły, wychodzący samymi piaskami. Ma dość bagien nieużytecznych". 
W 1866 roku w wyniku reformy uwłaszczeniowej Kotowina przestała być własnością parafii bakałarzewskiej. 
W 1939 roku (noc z 8 na 9 września) miejscowość została całkowicie zniszczona przez Niemców. Po wojnie wieś została stopniowo odbudowana. W 1966 roku w Kotowinie znajdowało się 16 budynków mieszkalnych. W 1970 roku wieś obejmowała 83 osoby, natomiast w roku 1980 liczba mieszkańców spadła do 65 osób.
W latach 1975–1998 miejscowość administracyjnie należała do województwa suwalskiego.
W Kotowinie działają trzy gospodarstwa agroturystyczne. Wieś jest również siedzibą fundacji "Pomóż mi". 
W pobliżu miejscowości położony jest florystyczny rezerwat przyrody Ruda o pow. 3,38 ha, chroniący wilgotne łąki oraz lasy łęgowe w dolinie Rospudy wraz z ich typową florą i fauną. Na terenie rezerwatu można spotkać rzadkie rośliny: wielosił błękitny, pełnik europejski, żłobik koralowy, lipiennik Loesela, kruszczyk błotny, stoplamek krwisty i bałtycki.